# گذرنامه آفریقای جنوبی
گذرنامهٔ آفریقای جنوبی یک مدرک سفر بین‌المللی است که توسط کشور آفریقای جنوبی صادر می‌شود. و بنا بر داده‌های سال ۲۰۲۳، دارندگان این گذرنامه می‌توانستند به ۱۰۲ کشور دیگر بدون دریافت ویزا سفر کنند یا ویزا را در بدو ورود دریافت نمایند. این گذرنامه بر اساس رتبه‌بندی شاخص گذرنامهٔ هنلی در سال ۲۰۲۳ در رتبهٔ ۵۵ قرار داشت.